# Валь-де-Сер (кантон)
Валь-де-Сер (фр. Val-de-Saire) — кантон во Франции, находится в регионе Нормандия, департамент Манш. Входит в состав округа Шербур.

## История
Кантон образован в результате реформы 2015 года . В него были включены упраздненные кантоны Кету и Сен-Пьер-Эглиз.
С 1 января 2016 года состав кантона изменился: коммуны Гонвиль и Ле-Тей образовали новую коммуну Гонвиль-Ле-Тей, коммуны Губервиль, Косквиль, Невиль-сюр-Мер и Ретовиль — новую коммуну Вик-сюр-Мер.
1 января 2019 года коммуна Морсалин вошла в состав коммуны Кету.

## Состав кантона с 1 января 2019 года
В состав кантона входят коммуны (население по данным Национального института статистики за 2018 г.):
- Анвиль-ан-Сер (387 чел.)
- Барфлёр (564 чел.)
- Брийвас (323 чел.)
- Вальканвиль (409 чел.)
- Варувиль (255 чел.)
- Видковиль (83 чел.)
- Вик-сюр-Мер (1 038 чел.)
- Гатвиль-ле-Фар (488 чел.)
- Гонвиль-Ле-Тей (1 532 чел.)
- Кантелу (208 чел.)
- Карнвиль (235 чел.)
- Кету (1 789 чел.)
- Клитур (217 чел.)
- Кравиль (230 чел.)
- Ла-Пернель (265 чел.)
- Ле-Вас (328 чел.)
- Ле-Висель (120 чел.)
- Монфарвиль (805 чел.)
- Мопертю-сюр-Мер (219 чел.)
- Октвиль-л'Авенель (219 чел.)
- Омвиль-Лестр (112 чел.)
- Ревиль (1 019 чел.)
- Сент-Женевьев (315 чел.)
- Сен-Ва-ла-Уг (1 729 чел.)
- Сен-Пьер-Эглиз (1 807 чел.)
- Тевиль (333 чел.)
- Тёртевиль-Бокаж (590 чел.)
- Токвиль (274 чел.)
- Ферманвиль (1 274 чел.)

## Политика
На президентских выборах 2022 г. жители кантона отдали в 1-м туре Эмманюэлю Макрону 30,5 % голосов против 28,5 % у Марин Ле Пен и 13,5 % у Жана-Люка Меланшона; во 2-м туре в кантоне победил Макрон, получивший 53,8 % голосов. (2017 год. 1 тур: Франсуа Фийон – 24,5 %, Марин Ле Пен – 24,1 %, Эмманюэль Макрон – 22,3 %, Жан-Люк Меланшон – 14,6 %; 2 тур: Макрон – 61,4 %. 2012 год. 1 тур: Николя Саркози — 33,7 %, Франсуа Олланд — 24,4 %, Марин Ле Пен — 19,9 %; 2 тур: Саркози — 56,0 %).
С 2021 года кантон в Совете департамента Манш представляют мэр коммуны Сен-Пьер-Эглиз Даниэль Дени (Daniel Denis) и вице-мэр коммуны Сен-Ва-ла-Уг Брижит Леже-Лепесан (Brigitte Leger-Lepaysant) (оба - Разные центристы). 
|                | Кандидаты                        | Партия                   | Первый тур | Первый тур     | Второй тур | Второй тур |
| Кол-во голосов | Кандидаты                        | Партия                   | % голосов  | Кол-во голосов | % голосов  |            |
| -------------- | -------------------------------- | ------------------------ | ---------- | -------------- | ---------- | ---------- |
|                | Даниэль Дени Брижит Леже-Лепесан | Разные центристы         | 1 385      | 28,50          | 2 576      | 55,79      |
|                | Ив Аслин Александрина Ле Гийу    | Разные центристы         | 1 174      | 24,16          | 2 041      | 44,21      |
|                | Ян Лепети Валери Монтрёй         | Разные правые            | 870        | 17,90          |            |            |
|                | Гийом Маршан Франсуаза Медернаш  | Разные левые             | 771        | 15,87          |            |            |
|                | Олимп Пеллетье Жан-Пьер Родье    | Национальное объединение | 659        | 13,56          |            |            |

|                | Кандидаты                              | Партия                  | Первый тур | Первый тур     | Второй тур | Второй тур |
| Кол-во голосов | Кандидаты                              | Партия                  | % голосов  | Кол-во голосов | % голосов  |            |
| -------------- | -------------------------------------- | ----------------------- | ---------- | -------------- | ---------- | ---------- |
|                | Кристин Лебашле Жан Лепети             | Разные правые           | 3 008      | 44,72          | 4 232      | 67,12      |
|                | Мари-Франсуаза Гансель Стефан Лемаркан | Национальный фронт      | 2 016      | 29,97          | 2 073      | 32,88      |
|                | Катрин Аллен-Питрон Патрик Пернен      | Разные левые            | 1 104      | 16,41          |            |            |
|                | Катрин Марре Филипп Поте               | Европа Экология Зелёные | 599        | 8,90           |            |            |